# Юго-запад штата Парана (мезорегион)
Юго-запад штата Парана (порт. Mesorregião do Sudoeste Paranaense) — административно-статистический мезорегион в Бразилии, входит в штат Парана. Население составляет 497 127 человек (на 2010 год). Площадь — 11 650,723 км². Плотность населения — 42,67 чел./км².

## Демография
Согласно сведениям, собранным в ходе переписи 2010 г. Национальным институтом географии и статистики (IBGE), население мезорегиона составляет:
| Полное население                            | Полное население                            | Полное население                            | Полное население                            | 497 127 |
| ------------------------------------------- | ------------------------------------------- | ------------------------------------------- | ------------------------------------------- | ------- |
| в том числе:                                | Городское население                         | 345 882                                     | Процент городского населения, %             | 69,58   |
|                                             | Сельское население                          | 151 245                                     | Процент сельского населения, %              | 30,42   |
|                                             | Мужское население                           | 246 557                                     | Процент мужского населения, %               | 49,60   |
|                                             | Женское население                           | 250 570                                     | Процент женского населения, %               | 50,40   |
| Плотность населения, чел/км²                | Плотность населения, чел/км²                | Плотность населения, чел/км²                | Плотность населения, чел/км²                | 42,67   |
| Население мезорегиона в % к населению штата | Население мезорегиона в % к населению штата | Население мезорегиона в % к населению штата | Население мезорегиона в % к населению штата | 4,76    |

## Статистика
- Валовой внутренний продукт на 2005 год составляет 4 275 127 000,00 реалов (данные: Бразильский институт географии и статистики).
- Валовой внутренний продукт на душу населения на 2005 год составляет 8971,00 реалов (данные: Бразильский институт географии и статистики).
- Индекс развития человеческого потенциала на 2000 год составляет 0,782 (данные: Программа развития ООН).

## Состав мезорегиона
В мезорегион входят следующие микрорегионы:
1. Капанема
2. Франсиску-Белтран
3. Пату-Бранку